# Yūmorīdāsh
Yūmorīdāsh (persiska: يومُری داش, یومریداش, Yūmūrīdāsh, يومری داش, يوموری دَشت, يومِری داش, يوموريداش) är en ort i Iran.   Den ligger i provinsen Västazarbaijan, i den nordvästra delen av landet, 700 km nordväst om huvudstaden Teheran. Yūmorīdāsh ligger 1 885 meter över havet och antalet invånare är 264.
Terrängen runt Yūmorīdāsh är huvudsakligen kuperad, men österut är den bergig. Runt Yūmorīdāsh är det ganska glesbefolkat, med 39 invånare per kvadratkilometer. Närmaste större samhälle är Showţ, 15,8 km nordost om Yūmorīdāsh. Trakten runt Yūmorīdāsh består i huvudsak av gräsmarker.